# Del Close
Del Perry Close (* 9. März 1934 in Manhattan, Kansas; † 4. März 1999 in Chicago, Illinois) war ein US-amerikanischer Film- und Theaterschauspieler, Improvisationskomiker und Schauspiellehrer.

## Leben
Del Close wurde 1934 als Sohn eines Juweliers geboren. Er war ein Cousin zweiten Grades von Dwight D. Eisenhower.
Bereits als Teenager verließ er die Familie und schloss sich einem Wanderzirkus an. Mitte der 1950er Jahre trat er in St. Louis der Comedy-Gruppe Compass Players bei. Ab 1962 war er auch bei The Second City aktiv. Seine Auftritte mit der Gruppe mündeten immer wieder in Konflikten, da seine Vorliebe für Improvisationen mit den voll geskripteten Sketchen der Truppe nur schwer in Einklang zu bringen war. Anfang der 1980er Jahre verließ er The Second City endgültig und schloss sich Charna Halperns Improvisationstheatergruppe Improv Olympic an.
Parallel folgten zahlreiche Auftritte in Film- und Fernsehproduktionen. Besonders in den 1980er Jahren war er als profilierter Nebendarsteller in Filmen wie Der Einzelgänger, Ferris macht blau, The Untouchables – Die Unbestechlichen, Der Blob oder Ruf nach Vergeltung zu sehen.
Als Schauspiellehrer unterrichtete er unter anderem spätere Comedy- und Filmgrößen wie John Belushi, John Candy, Bill Murray, Tina Fey, Harold Ramis, Stephen Colbert, Gilda Radner, Chris Farley, Betty Thomas, Tim Meadows und Mike Myers. Close galt als einer der wichtigsten Improvisationskünstler der USA, nicht zuletzt, da er ein prägender Einfluss auf den Komikstil vieler seiner später berühmten Schüler war. Seine Schülerin Amy Poehler nannte Close daher die „berühmteste Person in der Comedy, die niemand kennt“.
Im März 1999 verstarb er im Alter von 64 Jahren im Illinois Masonic Hospital von Chicago an den Folgen einer Lungenerkrankung.

## Filmografie (Auswahl)
- 1960: Armstrong Circle Theatre (Fernsehserie, 1 Episode)
- 1964: Goldstein
- 1965: Mini-Max (Get Smart, Fernsehserie, 1 Episode)
- 1965–1966: My Mother the Car (Fernsehserie, 3 Episoden)
- 1972: Der Blob (Beware! The Blob)
- 1972: Gold
- 1973: American Graffiti
- 1976: The Last Affair
- 1981: Der Einzelgänger (Thief)
- 1985: First Steps (Fernsehfilm)
- 1986: Ferris macht blau (Ferris Bueller’s Day Off)
- 1986: One More Saturday Night
- 1987: Light of Day – Im Lichte des Tages (Light of Day)
- 1987: The Untouchables – Die Unbestechlichen (The Untouchables)
- 1987: Chicago Blues (The Big Town)
- 1987: Sable (Fernsehserie, 1 Episode)
- 1988: Der Blob (The Blob)
- 1989: Den Träumen keine Chance (Dream Breakers, Fernsehfilm)
- 1989: Ruf nach Vergeltung (Next of Kin)
- 1989: Die Schattenmacher (Fat Man and Little Boy)
- 1990: Der Unglücksritter (Opportunity Knocks)
- 1992: Eine Klasse für sich (A League of Their Own)
- 1992: Der Reporter (The Public Eye)
- 1997: Mommy's Day
- 1998–2000: Upright Citizens Brigade (Fernsehserie, 30 Episoden, Erzähler)

## Theater (Auswahl)
- 1959: The Nervous Set (Henry Miller's Theatre, New York City)
- 1985: Hamlet (Wisdom Bridge Theater, Chicago)

## Diskografie (Auswahl)
- 1959: Del Close – The "Do It Yourself" Psychoanalysis Kit (Hanover)
- 1961: Del Close & John Brent – How To Speak Hip (Mercury)